# Pierre Desrey

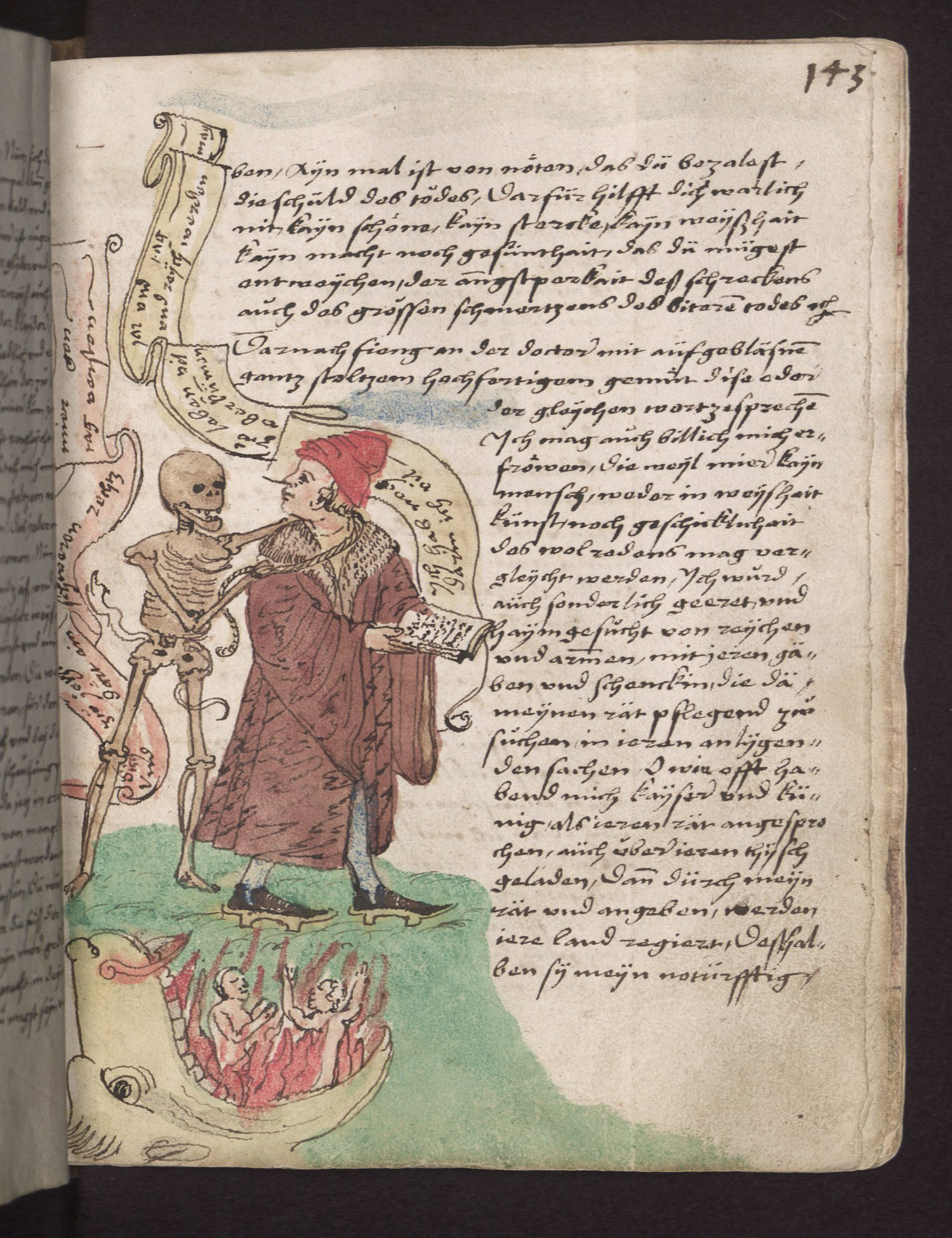
Vergänglichkeitsbuch des Wilhelm Werner von Zimmern mit einem Auszug aus Pierre Desreys Heremitae Visio.

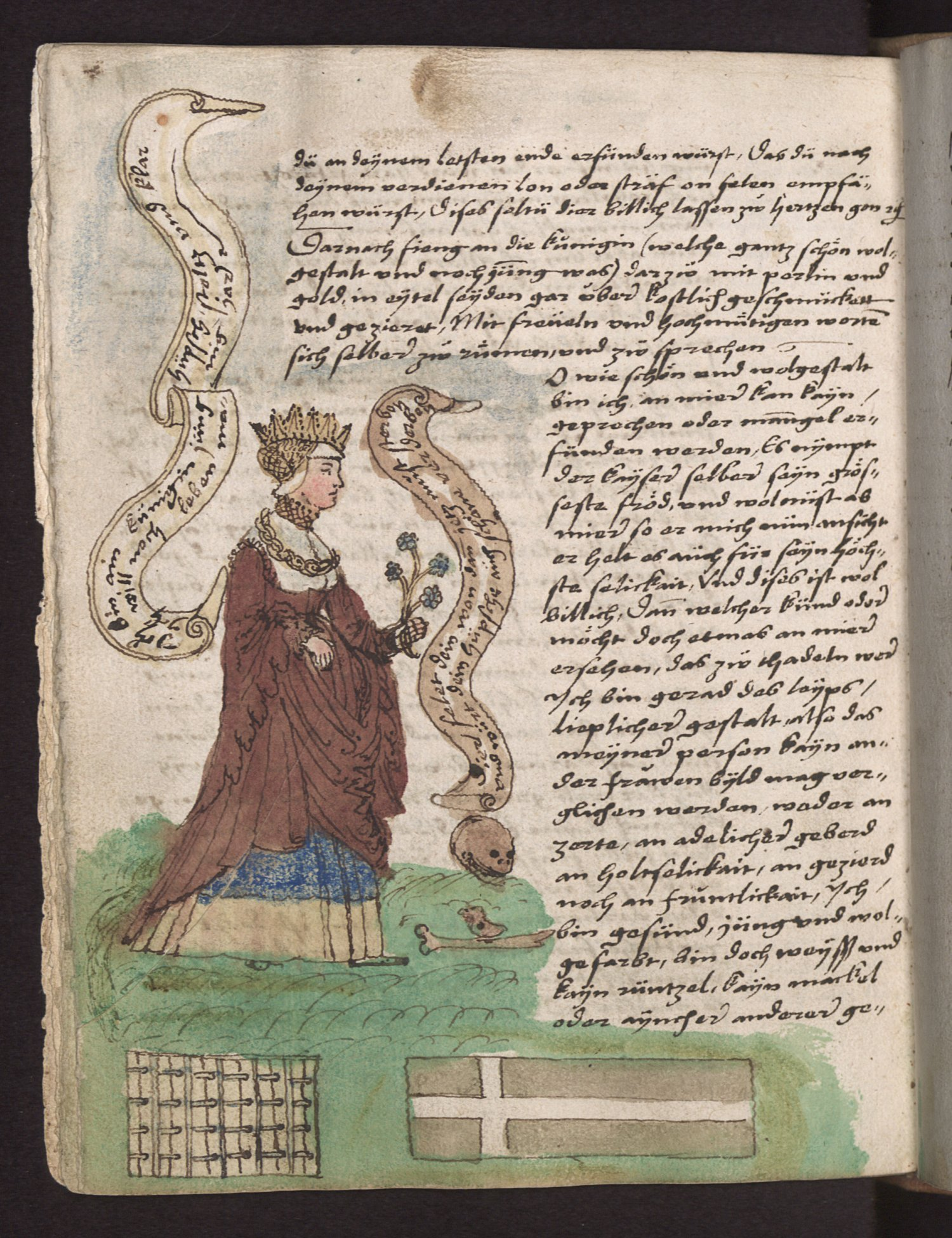
Vergänglichkeitsbuch des Wilhelm Werner von Zimmern mit einem Auszug aus Pierre Desrays Heremitae Visio.

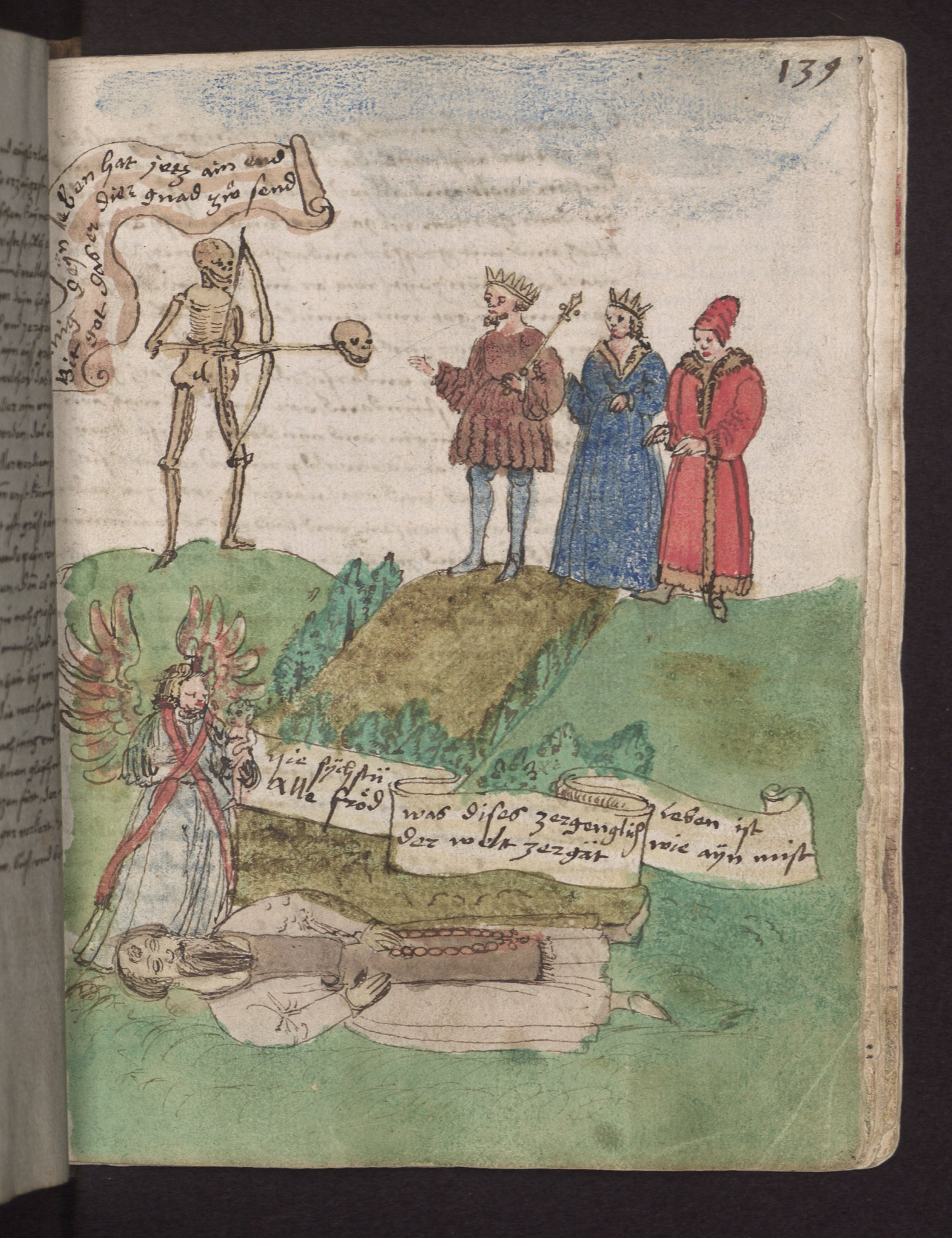
Vergänglichkeitsbuch des Wilhelm Werner von Zimmern mit einem Auszug aus Pierre Desrays Heremitae Visio.

Pierre Desrey (auch Pierre Desrey de Troyes, * um 1450, † nach 1519) war ein französischer Chronist, Historiker, Genealoge und Übersetzer.

## Leben
Pierre Desrey schrieb als Chronist und Historiker seiner Epoche. Er verfasste ein Werk zum Leben des Königs Karl VIII. sowie eines zu seiner Eroberung des Königreichs Neapel.
Als Genealoge publizierte er ein Werk zu Gottfried von Bouillon. Darüber hinaus redigierte er eine historische Schrift zu den Kreuzzügen.

## Werke
Autor
- Histoire de Charles VIII, roy de France, gemeinsam mit Guillaume de Jaligny und André de La Vigne,
- Histoire de Charles VIII : Et de la conquête du royaume de Naples.
- Les grandes croniques des roys de France Loys XI... et Charles VIII, des papes regnans en leur temps, et plusieurs autres nouvelles choses advenues en Lombardie, es Ytalles et autres divers pays ès temps du règne desdits roys, gemeinsam mit Enguerrand de Monstrelet.
- Archives curieuses de l'histoire de France depuis Louis XI jusqu'à Louis XVIII, gemeinsam mit Louis Lafaist und Jean Burchard.
- La genealogie avecques les gestes et nobles faitz darmes du trespreux et renomme prince Godeffroy de Boulion et de ses chevalereux freres Baudouin et Eustace.
- La mer des croniques & mirouer hystorial de France ; composé en latin par la religieuse personne frère Robert Guaguin, en son vivant ministre général de l'ordre de la Saincte Trinité, et nouvellement traduict de latin en vulgaire francoys par Pierre Desrey.
- Les grans postilles sur les épistres, leçons, évangilles de tout le karesme (Band 1)
- Les exposicions des épistres et évangilles de karesme (Band 2)
- Chorea ab eximio Macabro versibus alemanicis
- Heremitae Visio, der Text wurde von Wilhelm Werner von Zimmern in seinem Vergänglichkeitsbuch, (Codex Donaueschingen A III 54, Württembergische Landesbibliothek, Stuttgart) aufgenommen.
- Les grandes chroniques : excellens faitz et vertueux gestes des tres illustres, tres chrestiens, magnanimes et victorieux Roys de France : et depuys, en lan christifer 1514, songneusement reduictes et translatees a la lettre de latin en notre vulgaire françoys. Ensemble plusieurs additions des choses advenues ès temps et regnes des tres chrestiens Roys de France Charles VIII et Loys XII a present regnant (1514)

Übersetzer
- Speculum omnium statuum orbis terrarum von Rodrigo Sánchez de Arévalo.
- Les Croniques de France, execellens esice faictz et vertueux gestes des très chrestiens roys et princes qui ont régné au dict pays, depuis l'exidion de Troye la grande jusques au règne du roy Françoys premier, composées en latin par frère Robert Gaguin et depuis en l'an mil cinq cens et quatorze translatées de latin en nostre vulgaire françoys par Pierre Desrey.
- Les Postilles et Expositions des Évangiles, Übersetzung von Pierre Desrey, gedruckt in Paris 1492 durch Pierre et Guillaume Le Rouge
- Les Fleurs et manières des temps passés et des faitz merveilleux de Dieu tant en l'Ancien Testament comme au Nouveau..., gedruckt in Genf 1495 nach dem lateinischen Text von Werner Rolevinck OCart., Übersetzung von Pierre Desrey und Pierre Farget (Neuausgabe 1513)
- Grandes postilles et expositions sur les leçons épitres et évangiles de toute l'année nouvellement. (1519)